# Gradăt, Smolean
Gradăt (în bulgară Градът) este un sat în comuna Smolean, regiunea Smolean,  Bulgaria. 

## Demografie
Componența etnică a satului Gradăt
     Bulgari (39,68%)
     Nicio identificare (60,31%)
     Altele (0%)
La recensământul din 2011, populația satului Gradăt era de 126 locuitori. Nu există o etnie majoritară, locuitorii fiind  și bulgari (39,68%). Pentru 60,31% din locuitori nu este cunoscută apartenența etnică.